# Huize Werklust
Huize Werklust is een landhuis uit 1821 in de noordoostelijke bantuin 't Ven, in de Nederlandse stad Venlo.
Op deze locatie lag aanvankelijk het landgoed De Koel, dat was vernoemd naar de vijvers. In 1810 stond er een hoeve, bestaande uit twee gebouwen.
Het huidige landhuis is in 1821 gebouwd door de gepensioneerde officier J.G.H. Heutz, in neoclassicistische of Waterstaatstijl. Heutz noemde het huis Werklust, maar in de volksmond bleef het de naam De Koel houden.
Het gepleisterde huis heeft aan de voorzijde een middenrisaliet met een fronton. Het op zuilen rustende balkon is pas in 1900 toegevoegd.
Bij het huis staat tevens de pachtboerderij De Koelderhof.